# Kristinus Bergman
Kristinus Bergman er en dansk, psykologisk kriminalfilm fra 1948 om to unge mænd, der er vokset op som forældreløse på en gård og nu køber denne gård og i hemmelighed planlægger et kup.
Filmen er skrevet og instrueret af Astrid Henning-Jensen og Bjarne Henning-Jensen.

## Medvirkende
- Ebbe Rode
- Preben Neergaard
- Lily Weiding
- Olaf Ussing
- Angelo Bruun
- Lis Løwert
- Jakob Nielsen
- Knud Heglund
- Gunnar Lemvigh
- Mogens Brandt
- Tove Bang
- Edouard Mielche
- Valsø Holm